# 2020年瓦哈卡地震
2020年瓦哈卡地震，指2020年6月23日上午发生于墨西哥南部的瓦哈卡州圣玛丽亚瓦图尔科市拉克鲁塞西塔镇的一场强烈地震。该次地震震源深度约26.3千米，地震震级为MW 7.4，最大烈度为7（VII）度。
此次地震造成至少17人死亡、50人受伤。地震造成墨西哥中部、南部和危地马拉都有震感，震区大量房屋受到地震影响，出现不同程度损毁。美国太平洋海啸预警中心一度发出海啸预警，其后最高录得0.71米的海啸波幅。

## 构造背景

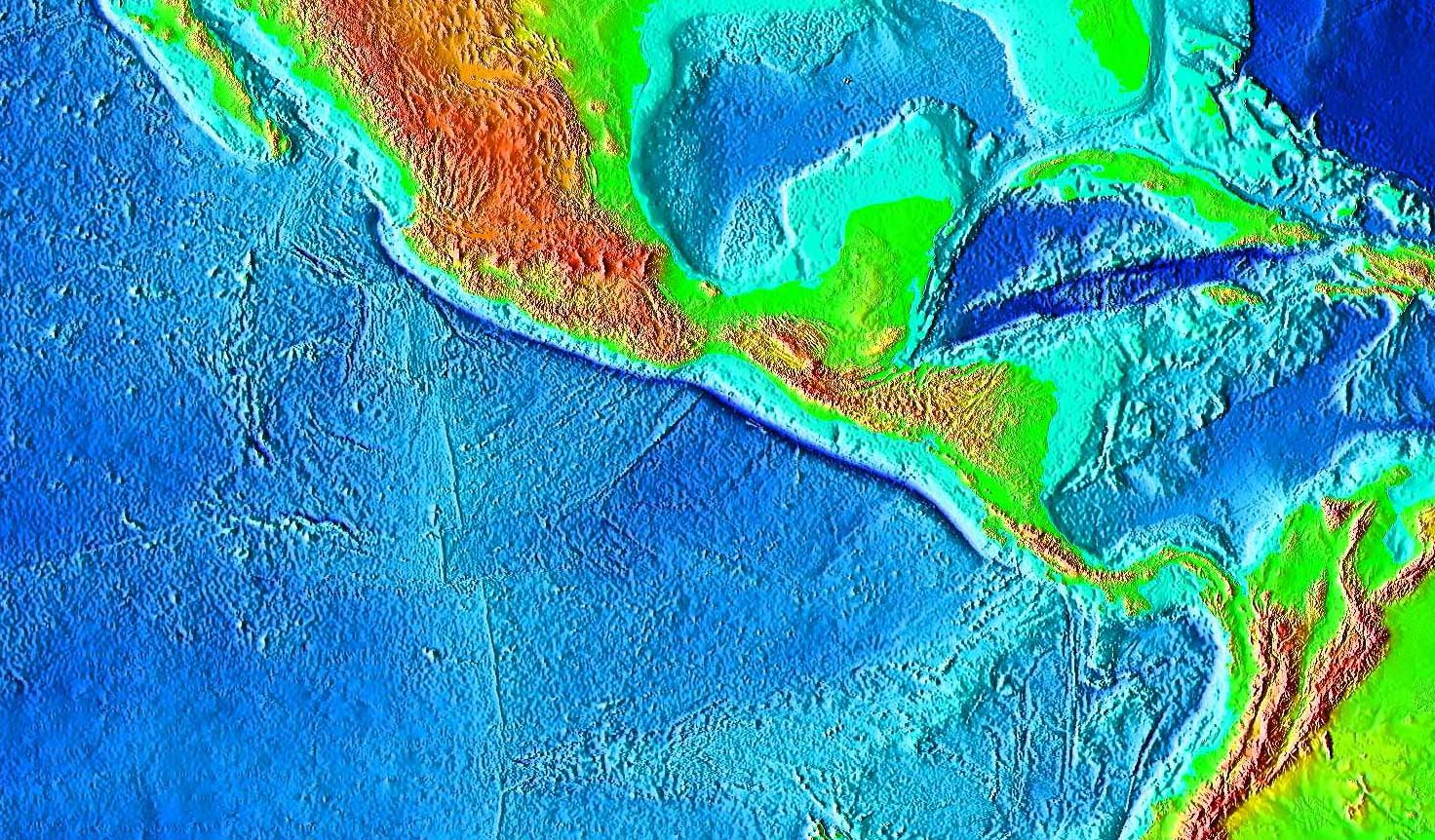
大陆西侧的深蓝色线条为中美海沟

此次地震震中所在的瓦哈卡州是墨西哥地震活动最活跃的州份之一。该州地震活动约占墨西哥全国地震的四分之一。恰帕斯州至哈利斯科州一线的太平洋沿岸属于科科斯板块和北美洲板块间的消亡边界，是环太平洋火山地震带的重要组成部分。在这次地震震中附近，科科斯板块以60毫米/年的速度向东北移动。在此次地震发生前，该地区附近还曾发生过1985年墨西哥城大地震、2010年下加利福尼亚州地震、2014年瓦哈卡地震、2017年恰帕斯州地震、2017年普埃布拉州地震和2018年瓦哈卡州地震等多次较大地震。
美国地质调查局根据震源机制解指出，这次地震有可能发生在向西俯冲的低角逆断层上，也有可能发生在向东东南俯冲的高角逆断层上。

## 震害情况
墨西哥地震预警系统侦测到地震震波后向墨西哥内陆地区发出了地震预警。警用直升机在墨西哥城市中心上空盘旋，当地巡警也吹响了警哨。墨西哥城市长克劳迪娅·辛鲍姆称，在震感到达墨西哥城前62秒，该城市就已收到地震预警。
墨西哥中部、南部和危地马拉都有震感。墨西哥首都墨西哥城震感强烈，数千人逃往露天处紧急避难。震区内露天泳池池水不断晃动并溢出池面。在墨西哥城一座改建为新冠肺炎定点医院的军营，病人们蜷缩在女子病房的一根大梁下惊恐万分。护士特里萨·华雷斯（Teresa Juárez）回忆道，“太可怕了，你待在这里却不知所措。”发震时正在瓦图尔科一家酒店内的玛丽·冈萨雷斯（Mari González）向美联社表示当时震感非常强烈，在主震发生45分钟后，由于强烈余震仍在继续，他们仍不敢重回室内。瓦哈卡市一家非政府组织负责人、44岁美国人理查德·汉森（Richard Hanson）表示：开始的时候震动非常缓慢，然后很快就感受到了强烈震感，电风扇摆动了很多圈，亦可以听到墙壁和泥土晃动的声音，厨房用品从橱架上落下、碎片满地，“人们尖叫着从大楼里跑出来，趴在地上，有些人向一切开阔处跑去”。
地震导致至少17人死亡、50人受伤。墨西哥总统洛佩斯·奥夫拉多尔表示，瓦哈卡州华图尔科的一栋大楼倒塌，造成一人死亡。瓦哈卡州州长亚历杭德罗·穆拉特·伊诺霍萨对传媒表示，该州圣胡安－奧索洛特佩克市亦有两人罹难，其中一人死于房屋倒塌。墨西哥联邦民防部门报告称，墨西哥石油公司的一名工人从炼油厂建筑上失足跌落，当场死亡。瓦哈卡州圣奥古斯丁阿马滕戈市农村地区的一名男性被倒塌的墙壁掩埋，不幸遇难。25日，墨西哥军队搜救人员又找到三名遇难者遗体，其中一名死者是15岁的少年。墨军介绍称，军方在奧索洛特佩克一座房屋的废墟中找到两具男性遗体。此外，在索拉德维加山体滑坡现场又发现一名死者。位于偏远山区的圣卡塔里娜夏纳吉村有3名居民身受重伤。首都墨西哥城亦有两人受伤。
地震造成墨西哥部分地区的电话线路短暂中断。瓦哈卡州府瓦哈卡市部分建筑窗户破损、外墙倒塌，一座历史建筑部分正立面倒塌。警方在危房周边架设警戒线以警示来往行人。震中拉克鲁塞西塔约有200栋房屋受损，其中30栋受到严重影响。房屋布满裂缝、伤痕累累，居民们试图清除街道上的碎片。当地一名官员说，墨西哥石油公司位于太平洋滨海城市萨利纳克鲁斯的一座炼油厂震后发生火灾，一名石油工人受伤。炼油厂其后暂时关闭，但火势很快被扑灭。萨利纳克鲁斯市内的一些教堂、桥梁和高速公路也在地震中遭到毁损。在墨西哥度假胜地瓦图尔科，货品从货架上震落，建筑物内残砖碎瓦散落一地。瓦哈卡州共有21家医院不同程度受损。瓦哈卡州政府官员称，至少有一家专门照顾新冠肺炎患者的医院受到了程度较大的结构性破坏，病人可能需要全部转移。墨西哥190D号联邦高速公路瓦哈卡市－伊斯特莫路段发生山体滑坡，部分道路受阻。墨西哥首都墨西哥城城内至少30多座建筑受到不同程度损毁。
墨西哥红十字会在一份声明中表示，红会志愿者正乘坐救护车在震区巡查，以救助地震伤者。救援人员奋战数个小时才到达震中附近的定居点，地震摧毁了该居民点的房屋，山腰处山石崩落。震中附近的一家诊所和旧教堂遭到严重破坏。

## 观测研究
根据美国地质调查局测定，该次地震震中位于圣塔玛利亚萨波蒂特兰南西南12千米处（北纬16.029度，西经95.901度）。震源深度约26.3千米，地震震级为MW 7.4，最大烈度为7（VII）度。美国地质调查局的互联网在线震感调查收到了墨西哥、危地马拉等地的600多份震感报告。并根据这些震感情况推测极震区的烈度可能达到了8(VIII)度。美国地质调查局地震学家保罗·厄尔表示：“这有可能是一次致命的地震，并可能造成重大破坏”，“这个地区过去有能力、也的确曾发生过更大规模地震。”美国地质调查局事后已将该次地震列入2020年显著地震列表。
美国太平洋海啸预警中心在震后10分钟时发布海啸消息指，该次地震的震级为MW 7.7，震源深度为21英里（即33.8千米）。随后于12时01分发布的第3号海啸预警中将震级下调至MW 7.4。
中国自然资源部海啸预警中心于10时41分表示，此次地震震级为MW 7.4，震源深度为40.0千米，震中位于北纬15.73度、西经96.04度的墨西哥瓦哈卡州海域发生地震。中国地震台网在地震发生19分钟后的10时48分自动测定的震级速报值为MW 8.0。其后正式测定中下调至MW 7.4，同时测出震源深度约为10千米。
欧洲地中海地震中心测得的震级与上述机构相同，为MW 7.4。但震源深度仅测得约10千米。
震后当地发生多次余震。瓦哈卡州州长亚历杭德罗·穆拉特·伊诺霍萨在讲话中称，当地已发生了多达140多次余震，不过大多数都是小型余震。美国地质调查局地震学家保罗·厄尔预测道，震中附近仍有可能发生6级及以下余震。

## 海啸威胁

### 预警发布
美国太平洋海啸预警中心在地震发生10分钟后的10时39分，发布了第1号海啸预警。中心认为，震中距1000千米范围内的沿岸地区有受到海啸破坏的可能性。地震发生35分钟后，中心发布了详细的海啸预报。海啸到达墨西哥时的高度预计为1至3米，到达厄瓜多尔时的高度预计为0.3至1米，到达哥斯达黎加、萨尔瓦多、危地马拉、夏威夷、洪都拉斯、贾维斯岛、基里巴斯、尼加拉瓜、巴尔米拉环礁、巴拿马和秘鲁时的高度预计不足0.3米。随后中心于13时43分解除了所有警报，称海啸威胁已基本结束，但波幅达0.3米的海面波动可能会持续几个小时。
危地马拉国家灾害管理局（National Disaster Agency）发布了南太平洋沿岸海啸警报，预计海啸波高将达一米。该局同时建议居民远离海岸线。
尽管太平洋海啸预警中心并不认为海啸将抵达日本沿岸，但日本气象厅于地震发生后，对日本太平洋沿岸地区发布了海啸预报。气象厅称海啸不会造成破坏，但可能会有轻微的海浪波动。具体被发布海啸预报的地区有：北海道太平洋沿岸东部、北海道太平洋沿岸中部、北海道太平洋沿岸西部、青森县太平洋沿岸、岩手县、宫城县、福岛县、茨城县、千叶县九十九里－外房、静冈县、三重县南部和宫崎县。中国自然资源部海啸预警中心于10时41分发布海啸信息，认定地震可能会在震源周围引发局地海啸，但不会对中国沿岸造成影响。

### 实际观测
根据美国太平洋海啸预警中心的数据，共有阿卡普尔科、萨利纳克鲁斯、达特43413号浮标（Dart 43413）3个海啸观测站记录到了海啸高度。根据中国自然资源部海啸预警中心的数据，共有阿卡普尔科、萨利纳克鲁斯2个海啸观测站记录到了海啸高度。具体观测情况如下表所示。
| 观测站          | 位置           | 经纬度                            | 海啸抵达时间 | 最大高度 | 周期   | 来源  |
| --------------- | -------------- | --------------------------------- | ------------ | -------- | ------ | ----- |
| 达特43413号浮标 | 太平洋东部     | 10°48′N 100°06′W / 10.8°N 100.1°W | 11:38        | 0.01米   | 10分钟 | PTWC  |
| 萨利纳克鲁斯    | 墨西哥瓦哈卡州 | 16°10′N 95°12′W / 16.17°N 95.20°W | 11:50        | 0.3662米 |        | NMEFC |
| 阿卡普尔科      | 墨西哥格雷罗州 | 16°48′N 99°54′W / 16.8°N 99.9°W   | 12:24        | 0.68米   | 20分钟 | PTWC  |
| 阿卡普尔科      | 墨西哥格雷罗州 | 16°50′N 99°54′W / 16.84°N 99.90°W | 12:33        | 0.6326米 |        | NMEFC |
| 萨利纳克鲁斯    | 墨西哥瓦哈卡州 | 16°10′N 95°12′W / 16.17°N 95.20°W | 12:33        | 0.7157米 |        | NMEFC |
| 萨利纳克鲁斯    | 墨西哥瓦哈卡州 | 16°12′N 95°12′W / 16.2°N 95.2°W   | 12:45        | 0.71米   | 20分钟 | PTWC  |